# She's Jivin'
She's Jivin'  is een Engelstalige single van de Belgische band The Scabs uit 1993.
De B-kant van de single was een remix van het liedje But She Cares.
Het nummer verscheen op het album Dog Days Are Over uit 1993.

## Meewerkende artiesten
- Producer:
  - Mike Vernon

- Muzikanten:
  - Franky Saenen (drums)
  - Guy Swinnen (gitaar, zang)
  - Beverly Skeete (backing vocals)
  - Eddie Conard (percussie)
  - Katie Kissoon (backing vocals)
  - Fons Sijmons (basgitaar)
  - Mick Weaver (hammondorgel)
  - Mike Vernon (maraca's, tamboerijn)
  - Willy Willy (gitaar)